# 大相撲令和6年11月場所
大相撲令和6年11月場所（おおずもうれいわ6ねん11がつばしょ）は、2024年（令和6年）11月10日から11月24日までの15日間、福岡県福岡市博多区の福岡国際センターで開催された大相撲本場所である。

## 番付・星取表
※赤文字は優勝力士の成績。

### 幕内
| 東方   | 東方    | 東方     | 番付   | 西方     | 西方       | 西方   |
| 備考   | 成績    | 力士名   | 番付   | 力士名   | 成績       | 備考   |
| ------ | ------- | -------- | ------ | -------- | ---------- | ------ |
|        | 全休    | 照ノ富士 | 横綱   |          |            |        |
| 優勝   | 14勝1敗 | 琴櫻     | 大関   | 豊昇龍   | 13勝2敗    |        |
|        |         |          | 大関   | 大の里   | 9勝6敗     | 新大関 |
|        | 6勝9敗  | 霧島     | 関脇   | 大栄翔   | 8勝7敗     | 再関脇 |
| 再小結 | 10勝5敗 | 若元春   | 小結   | 正代     | 4勝11敗    | 再小結 |
|        | 6勝9敗  | 王鵬     | 前頭1  | 平戸海   | 4勝11敗    |        |
| 技能賞 | 10勝5敗 | 若隆景   | 前頭2  | 宇良     | 5勝10敗    |        |
| 殊勲賞 | 11勝4敗 | 阿炎     | 前頭3  | 熱海富士 | 8勝7敗     |        |
|        | 4勝11敗 | 美ノ海   | 前頭4  | 欧勝馬   | 4勝11敗    |        |
|        | 9勝6敗  | 翔猿     | 前頭5  | 琴勝峰   | 3勝11敗1休 |        |
| 敢闘賞 | 11勝4敗 | 隆の勝   | 前頭6  | 錦木     | 5勝10敗    |        |
|        | 7勝8敗  | 遠藤     | 前頭7  | 御嶽海   | 7勝8敗     |        |
|        | 7勝8敗  | 狼雅     | 前頭8  | 豪ノ山   | 11勝4敗    |        |
|        | 7勝8敗  | 翠富士   | 前頭9  | 髙安     | 8勝7敗     |        |
|        | 8勝7敗  | 一山本   | 前頭10 | 宝富士   | 8勝7敗     |        |
|        | 8勝7敗  | 玉鷲     | 前頭11 | 明生     | 8勝7敗     |        |
|        | 7勝8敗  | 北勝富士 | 前頭12 | 佐田の海 | 4勝11敗    |        |
|        | 4勝11敗 | 竜電     | 前頭13 | 湘南乃海 | 8勝7敗     |        |
| 再入幕 | 11勝4敗 | 千代翔馬 | 前頭14 | 錦富士   | 6勝9敗     |        |
|        | 9勝6敗  | 阿武剋   | 前頭15 | 時疾風   | 6勝9敗     | 再入幕 |
| 新入幕 | 5勝10敗 | 獅司     | 前頭16 | 尊富士   | 10勝5敗    | 再入幕 |
| 新入幕 | 6勝9敗  | 朝紅龍   | 前頭17 | 武将山   | 3勝8敗4休  |        |

### 十両
| 東方   | 東方       | 東方   | 番付   | 西方     | 西方       | 西方   |
| 備考   | 成績       | 力士名 | 番付   | 力士名   | 成績       | 備考   |
| ------ | ---------- | ------ | ------ | -------- | ---------- | ------ |
|        | 9勝6敗     | 北の若 | 十両1  | 金峰山   | 12勝3敗    |        |
|        | 9勝6敗     | 輝     | 十両2  | 伯桜鵬   | 10勝5敗    |        |
|        | 7勝8敗     | 白熊   | 十両3  | 嘉陽     | 8勝7敗     |        |
|        | 10勝5敗    | 玉正鳳 | 十両4  | 志摩ノ海 | 7勝8敗     |        |
|        | 5勝10敗    | 島津海 | 十両5  | 友風     | 7勝8敗     |        |
|        | 4勝9敗2休  | 東白龍 | 十両6  | 紫雷     | 10勝5敗    |        |
|        | 8勝7敗     | 英乃海 | 十両7  | 剣翔     | 10勝5敗    |        |
|        | 7勝8敗     | 水戸龍 | 十両8  | 白鷹山   | 6勝9敗     |        |
|        | 6勝9敗     | 大奄美 | 十両9  | 大翔鵬   | 4勝11敗    |        |
|        | 2勝11敗2休 | 阿武咲 | 十両10 | 藤青雲   | 9勝6敗     |        |
| 新十両 | 10勝5敗    | 安青錦 | 十両11 | 千代丸   | 1勝14敗    | 再十両 |
|        | 9勝6敗     | 大青山 | 十両12 | 栃大海   | 10勝5敗    | 再十両 |
| 新十両 | 7勝8敗     | 若碇   | 十両13 | 琴栄峰   | 7勝8敗     | 新十両 |
| 再十両 | 7勝8敗     | 生田目 | 十両14 | 欧勝海   | 10勝3敗2休 |        |

## 優勝争い
9日目終了時点で、大関の琴櫻と豊昇龍、平幕の隆の勝が8勝1敗でトップ。2敗で新大関・大の里、平幕で阿炎、宝富士、阿武剋、尊富士が追う形となった。
10日目、1敗勢は揃って白星をあげた。2敗勢は阿炎、尊富士の2人が白星をあげる一方、大の里は関脇・大栄翔にもろ差しになられ、寄り切られた。これにより、1敗3人を2敗2人が追う形に変わった。
11日目、1敗・隆の勝は大の里に挑み、立ち合い動いてからの喉輪攻めが功を奏し、大の里を破った。1敗の両大関は、琴櫻は小結・若元春を馬力で圧倒。豊昇龍は、関脇・大栄翔の猛攻をしのぎ切り、押し出しで勝利した。
2敗勢は、尊富士は豪ノ山に押し出され、3敗に後退。阿炎は、阿武剋に敗れ、それぞれ3敗に後退。この時点で、2敗勢は不在。1敗で3人が並んだ。
12日目には、隆の勝は関脇・霧島と対戦、激しい相撲となるも、廻しをとった霧島が最終的に隆の勝を押し出した。琴櫻、豊昇龍はともに白星をあげた。これにより、1敗で琴櫻、豊昇龍が並び、2敗で隆の勝、3敗で阿炎、豪ノ山となった。
13日目、豊昇龍VS大の里の大関対決は、豊昇龍は土俵際まで追い込まれるも、逆転のとったりで勝利。琴櫻VS隆の勝は直接対決が組まれ、上手投げで琴櫻が白星を挙げた。この時点で優勝は1敗の琴櫻、豊昇龍の2人に実質的に絞られた。
14日目、琴櫻は大の里に土俵際まで追い込まれるも、左上手をとり、上手投げで逆転勝利。豊昇龍は霧島に対して、もろ差しになってからの豪快な吊り出しで勝利した。
千秋楽、1敗同士の直接対決は、豊昇龍が立ち合いからの突きで攻め立て、上手をとり、投げを放つも、琴櫻がこれを残し、バランスを崩した豊昇龍を叩き込みで下した。これにより、琴櫻が14勝1敗で自身初の幕内最高優勝を決めた。

## 備考
- 2024年9月場所で妙義龍と貴景勝が引退したことにより、この場所で2010年7月場所以来となる「兵庫県出身の現役関取不在」という事態となった[2]。
- 11月2日、協会はこの場所の札止めを発表。これで2024年は年間6場所で札止めとなったが、年間6場所札止めは「若貴ブーム」に後押しされた1996年以来28年ぶり[3]。
- 今場所の番付で番付外から序ノ口に昇進（出世）した力士は、新序出世・再出世共に1人もおらず、ただ先場所幕下付出の三田が今場所初めて番付に載ったのみであった。
- 千秋楽、幕内優勝をかけた相星決戦となった。これは、2021年名古屋場所の白鵬対照ノ富士以来のことである。また、大関同士の相星決戦は2003年名古屋場所の魁皇対千代大海以来、21年ぶりであった。
- 三賞は、殊勲賞に阿炎、技能賞に若隆景が無条件で受賞を決めた。敢闘賞は優勝争いを展開した隆の勝が千秋楽の勝利を条件で、受賞対象となった。隆の勝は若隆景を破り、敢闘賞を受賞した。
- 年間最多勝は、秋場所終了時点で、56勝をあげた大の里を52勝の琴櫻が追う展開であった。琴櫻は星を伸ばし、14日目、大の里との直接対決に勝利し、受賞を確定。千秋楽も勝利したことにより、単独での年間最多勝受賞を決めた。
- 2024年幕内で全場所勝ち越したのは、琴櫻、大の里、豊昇龍の3人であった。
- 玉鷲は、この場所も出場を続け、通算連続出場回数は1658回に到達した。また、通算出場回数は高見山の1654回を超え、歴代7位となった。また、この場所勝ち越しを決め、40代の関取として、昭和以降4人目の勝ち越しを決めた。
- 十両は、14日目終了時点で、金峰山が3敗で単独トップ。4敗で剣翔、栃大海、安青錦が追う展開だった。千秋楽、金峰山と安青錦の直接対決となり、金峰山が立ち合いからの突きで圧倒。12勝3敗で自身初の十両優勝を決めた。